# Claudio Mutti
Claudio Mutti (Parma, 1946) é um ensaísta e editor italiano, diretor da Rivista di studi geopolitici Eurasia. Filólogo de formação, e estudioso das línguas fino-úgricas, conhecido por suas posições fascistas.

## Publicações
- Simbolismo e arte sacra
- Pittura e alchimia
- Mystica Vannus
- L'Antelami e il mito dell'Impero
- Eliade, Vâlsan, Geticus e gli altri. La fortuna di Guénon tra i Romeni
- L'asino e le reliquie
- Avium voces
- L'unità dell'Eurasia
- L'estetica al potere. Pittura, scultura e architettura nel III Reich
- Imperium. Epifanie dell'idea di Impero
- Gentes
- Esploratori del Continente
- Julius Evola sul fronte dell'Est
- Il linguaggio segreto dell'Antelami